# Abd al-Rahman Sanchuelo
Abd al-Rahman Sanchuelo (Cordova, 983 circa – Cordova, 3 marzo 1009) fu un responsabile militare e politico del califfato di Cordova dal 1008 al 1009.

## Origine
Come riporta Abd el-Wahid Merrakechi, Abd al-Rahman Sanchuelo era figlio di Almanzor e, secondo Foundation for Medieval Genealogy di Abda, nata Urraca di Navarra, figlia illegittima del re di Pamplona, Sancho II Garcés, come conferma il Diccionario biográfico español, Real Academia de la Historia.

Almanzor era figlio di al-Walid bin Yezid, discendente dalla famiglia dei Banū Abī ‘Āmir, che aveva ricevuto dei territori, conosciuti come «Turrush», nella zona di Algeciras da Ṭāriq ibn Ziyād, dopo la conquista degli anni 711 e 712, come riporta Abd el-Wahid Merrakechi, mentre la madre era Boreyha, figlia di Yayha bin Zakaria Temimi, come riporta Abd el-Wahid Merrakechi.

## Biografia
Secondo il Diccionario biográfico español, Real Academia de la Historia Abd al-Rahman era nato a Cordova attorno al 983 da Almanzor e da Abda, come conferma La web de las biografias.

Sin da piccolo, secondo ‘Abd al-Rahman ibn Muhammad, Sanchuelo, hijo de Almanzor y nieto de los reyes de Pamplona, venne chiamato Sanchol ("piccolo Sancho"), Sanchuelo, per i cronisti di lingua spagnola, anziché Abd al-Rahman, poiché assomigliava al nonno, re di Navarra.
Secondo la Histoire de l'Afrique et de l'Espagne, Intitulée Al-Bayano'l-Mogrib (Volume 2) il 20 marzo 991, suo padre associò al governo del califfato suo fratello, Abd al-Malik al-Muzaffar assegnandogli il titolo di Hajib, mentre a Abd al-Rahman Sanchuelo veniva attribuito il titolo di Visir.
Suo padre, Almanzor morì in seguito dell'aggravarsi di una malattia che l'aveva colpito, secondo la Historia Compostelana a Medinaceli, secondo il Chronicon Burgense) nel 1002, secondo la Histoire des Almohades / d'Abd el- Wâh'id Merrâkechi, a Medinaceli, dopo una battaglia e The History Of The Mohammedan Dynasties In Spain Vol II nell'agosto del 1002.
Alla morte del padre, suo fratello, al-Muzaffar gli succedette sia come hajib (ciambellano) o primo ministro, sia come comandante dell'esercito, in rappresentanza del califfo Hishām II ibn al-Ḥakam, che, in pratica, non aveva alcun potere.
Suo fratello, al-Muzaffar, morì nei pressi di Cordova, il 20 ottobre del 1008 e corse voce (non provata) che fosse stato avvelenato dal proprio fratellastro, Abd al-Rahman Sanchuelo; il Diccionario biográfico español, Real Academia de la Historia riporta che il fratello divise una mela in due parti, ne mangiò mezza, dando l'altra metà a al-Muzaffar, che mangiò e morì.
Nel 1008, alla morte del fratellastro, Abd al-Malik al-Muzaffar, gli succedette sia come hajib (ciambellano) o primo ministro, sia come comandante dell'esercito, mentre il califfo Hishām II ibn al-Ḥakam, in pratica non aveva alcun potere, e riuscì dove il padre ed il fratello non erano arrivati: farsi nominare erede di Hisham II; questo fatto creò parecchio malcontento, ispirato dai fuqaha', nel popolo di Cordova che era molto affezionato agli omayyadi, come riporta lo storico Rafael Altamira.

Il malcontento, secondo ‘Abd al-Rahman ibn Muhammad, Sanchuelo, hijo de Almanzor y nieto de los reyes de Pamplona, era anche dovuto al fatto che Sanchuelo, anche in pubblico, non aveva un comportamento da buon Musulmano.
Nel 1009, approfittando che Sanchuelo era impegnato in una campagna militare in León contro il re Alfonso V, una rivoluzione spodestò Hisham II e pose sul trono un altro omayyade, Muhammad II ibn Hisham, che al rientro a Cordova di Sanchuelo lo fece imprigionare e nonostante quest'ultimo implorasse il perdono fu messo a morte, il 3 marzo del 1009; secondo Abd el-Wahid Merrakechi, Abd al-Rahman Sanchuelo fu ucciso e poi crocifisso dai suoi stessi soldati.
Così cadde la dinastia degli Amiridi che aveva avuto il potere assoluto in al-Andalus, per circa 30 anni e si innescò una guerra civile che in due decenni portò alla caduta del califfato ed allo smembramento del califfato di Cordova.

## Famiglia
Di Sanchuelo non si conosce il nome di eventuali mogli e consubine, ma si conosce il nome di un figlio
- Abd al-Aziz ibn Abd al-Rahman “Sanchuelo”, che, nel 921 si trasferì a Valencia[16]

### Fonti primarie
- (LA)  España sagrada. Tomo XX. Historia compostelana
- (LA)  España sagrada, tomo XXIII
- (FR)  Histoire des Almohades / d'Abd el- Wâh'id Merrâkechi
- (FR)  #ES Histoire de l'Afrique et de l'Espagne, Volume 2
- (EN)  The History Of The Mohammedan Dynasties In Spain Vol II

### Letteratura storiografica
- Rafael Altamira, "Il califfato occidentale", in «Storia del mondo medievale» (trad. ital. della Cambridge Medieval History, Firenze, Garzanti), vol. II, 1999, pp. 477–515
- (ES)  ‘Abd al-Rahman ibn Muhammad, Sanchuelo, hijo de Almanzor y nieto de los reyes de Pamplona